# Wolf 1061
Wolf 1061 – jedna z gwiazd najbliższych Układowi Słonecznemu, klasyfikowana jako czerwony karzeł. Znajduje się ona w gwiazdozbiorze Wężownika, w odległości ok. 14 lat świetlnych od Słońca. Jej jasność wizualna to 10,10m. Jest ona zatem słabym obiektem i można ją dostrzec dopiero po uzbrojeniu oka w teleskop.

## Właściwości fizyczne
Wolf 1061 jest czerwonym karłem; należy do typu widmowego M3 i mając temperaturę ok. 3305 K jest znacznie chłodniejsza od Słońca. Ma masę 0,25 M☉, a jej jasność to 1,1% jasności Słońca. Bezpośredni pomiar interferometryczny ukazuje, że jej promień jest równy 0,32 promienia Słońca.

## Układ planetarny
W 2015 roku doniesiono o odkryciu trzech planet okrążających tę gwiazdę, po analizie archiwalnych danych ze spektrometru HARPS. Są to niewielkie obiekty, jeden jest planetą skalistą o masie 1,36 masy Ziemi, dwie pozostałe to większe superziemie.
Ekosfera wokół Wolf 1061, czyli obszar, w którym na powierzchni planety może istnieć ciekła woda i potencjalnie życie, znajduje się w granicach  0,11–0,21 au od gwiazdy (przy zachowawczych założeniach), ewentualnie 0,09–0,23 au (w optymistycznym wariancie). Środkowa planeta, o masie 4,26 M🜨 spędza 61% okresu orbitalnego w ekosferze, zaś zewnętrzna o masie 5,21 M🜨 na 6% roku zbliża się do gwiazdy, wchodząc w obszar ekosfery. Mimośród orbity środkowej planety może wzrastać do 0,15 wskutek wymiany momentu pędu z pozostałymi planetami. Najprawdopodobniej zewnętrzna planeta jest średnio zbyt zimna, aby woda istniała na jej powierzchni w stanie ciekłym, a obie wewnętrzne są dostatecznie gorące, aby mógł rozwinąć się na nich efekt cieplarniany podobny do wenusjańskiego.